# Ilex suaveolens
Ilex suaveolens là một loài thực vật có hoa trong họ Aquifoliaceae. Loài này được (H. Lév.) Loes. mô tả khoa học đầu tiên năm 1914.